# Prix littéraires 1988
Liste des prix littéraires décernés au cours de l'année 1988 :

## Prix internationaux
- Prix Nobel de littérature : Naguib Mahfouz (Égypte)[1]
- Grand prix de littérature du Conseil nordique : Thor Vilhjálmsson (Islande) pour La mousse grise brûle
- Grand prix littéraire d'Afrique noire : Emmanuel Dongala (République du Congo) pour Le Feu des origines.
- Prix des Mascareignes : Amédée Nagapen (Maurice) pour L'Église à Maurice, 1810-1841
- Prix Eeva-Joenpelto : Jaan Kross (Estonie)
- Neustadt International Prize for Literature : Raja Rao (États-Unis)

## Allemagne
- prix Heinrich-Böll : Dieter Wellershoff[2]
- Prix Georg-Büchner : Albert Drach
- Prix Friedrich Hölderlin (Bad Homburg) : Karl Krolow

## Belgique
- Prix Victor-Rossel : Michel Lambert pour Une vie d'oiseau

## Canada
- Grand prix du livre de Montréal : Robert Lalonde pour Le Fou du père
- Prix Athanase-David : Michel Tremblay
- Prix du Gouverneur général :
  - Catégorie « Romans et nouvelles de langue anglaise » : David Adams Richards pour Nights Below Station Street
  - Catégorie « Romans et nouvelles de langue française » : Jacques Folch-Ribas pour Le Silence ou le Parfait Bonheur
  - Catégorie « Poésie de langue anglaise » : Erin Mouré pour Furious
  - Catégorie « Poésie de langue française » : Marcel Labine pour Papiers d'épidémie
  - Catégorie « Théâtre de langue anglaise » : George F. Walker pour Nothing Sacred
  - Catégorie « Théâtre de langue française » : Jean-Marc Dalpé pour Le Chien
  - Catégorie « Études et essais de langue anglaise » : Anne Collins pour In the Sleep Room
  - Catégorie « Études et essais de langue française » : Patricia Smart pour Écrire dans la maison du père
- Prix Jean-Hamelin : Sylvain Simard pour Mythe et Reflet de la France
- Prix Robert-Cliche : Raymond Beaudet pour Passeport pour la liberté

## Chili
- Prix national de Littérature : Eduardo Anguita (1914-1992)[3]

## Corée du Sud
- Prix de l'Association des poètes coréens : Cho Jung-kwon pour La couette du ciel
- Prix Dong-in : Park Yeonghan pour Une saison en enfer
- Prix de littérature contemporaine (Hyundae Munhak) :
  - Catégorie « Poésie » : Kim Hyeong-yeong pour 다른 하늘이 열릴 때
  - Catégorie « Roman » : Han Sung-won pour 갯비나리
  - Catégorie « Drame » : Kim Suk-hyeon pour 젊은 왕자의 무덤
  - Catégorie « Critique » : Kim Jae-hong pour 평론집『현대시와 열린 정신
- Prix de poésie Sowol : Chung Ho-sung pour 임진강에서
- Prix Woltan : Shin Dong-wook pour 삶의 투시로서의 문학
- Prix Yi Sang : Lim Chul-woo pour La chambre rouge et Han Sung-won pour Un voyageur sur la plage

## Danemark
- Prix Hans Christian Andersen : Annie M.G. Schmidt (Pays-Bas)

## Espagne
- Prix Cervantes : María Zambrano
- Prix Prince des Asturies : José Angel Valente et Carmen Martín Gaite
- Prix Nadal : Juan Pedro Aparicio (es), pour Retratos de ambigú
- Prix Planeta : Gonzalo Torrente Ballester, pour Filomeno, a mi pesar
- Prix national des Lettres espagnoles : Francisco Ayala
- Prix national de Narration : Antonio Muñoz Molina, pour El invierno en Lisboa
- Prix national de Poésie : Antonio Gamoneda, pour Edad
- Prix national d'Essai : Gabriel Albiac, pour La sinagoga vacía
- Prix national de Littérature infantile et juvénile : Gabriel Janer (es), pour Tot quant veus és el mar — écrit en catalan.
- Prix Adonáis de Poésie : Miguel Sánchez Gatell, pour La soledad absoluta de la tierra
- Prix Anagrama : non décerné.
- Prix Loewe : Juan Luis Panero (es), pour Galería de fantasmas
- Prix de la nouvelle courte Casino Mieres : José Ignacio Gracia Noriega (es), pour El Paso de Faes
- Prix d'honneur des lettres catalanes : Xavier Benguerel i Llobet
- Journée des lettres galiciennes : Ramón Otero Pedrayo
- Prix de la critique Serra d'Or :
  - Carme Arnau, pour Marginats i integrats en la novel·la catalana(1925-1938), essai.
  - Jordi Rubió i Balaguer (ca), pour Història de la literatura catalana, III, œuvre complète.
  - Joan Margarit i Consarnau, pour La dona del navegant, recueil de poésie.
  - Carme Serrallonga (es), pour la traduction du roman Berlín Alexanderplatz, de Alfred Döblin.
  - Salvador Oliva i Llinàs (ca), pour la traduction de l'œuvre dralatique Tot va bé si acaba bé, El Mercader de Venècia i l'Amansiment de la fúria, de William Shakespeare.

## États-Unis
- National Book Award :
  - Catégorie « Fiction » : Pete Dexter pour Paris Trout (Cotton Point)
  - Catégorie « Essais» : Neil Sheehan pour A Bright Shining Lie: John Paul Vann and America in Vietnam
- Prix Hugo :
  - Prix Hugo du meilleur roman : Élévation (The Uplift War) par David Brin
  - Prix Hugo du meilleur roman court : Œil pour œil (Eye for Eye) par Orson Scott Card
  - Prix Hugo de la meilleure nouvelle longue : Petites bufflesses, voulez-vous sortir ce soir ? (Buffalo Gals, Won't You Come Out Tonight) par Ursula K. Le Guin
  - Prix Hugo de la meilleure nouvelle courte : Mes nuits chez Harry (Why I Left Harry's All-Night Hamburgers) par Lawrence Watt-Evans
- Prix Locus :
  - Prix Locus du meilleur roman de science-fiction : Élévation (The Uplift War) par David Brin
  - Prix Locus du meilleur roman de fantasy : Le Septième Fils (Seventh Son) par Orson Scott Card
  - Prix Locus du meilleur premier roman : War for the Oaks par Emma Bull
  - Prix Locus du meilleur roman court : La Compagne secrète (The Secret Sharer) par Robert Silverberg
  - Prix Locus de la meilleure nouvelle longue : Rachel amoureuse (Rachel in Love) par Pat Murphy
  - Prix Locus de la meilleure nouvelle courte : Tombent les anges (Angel) par Pat Cadigan
  - Prix Locus du meilleur recueil de nouvelles : Le Chasseur de jaguar (The Jaguar Hunter) par Lucius Shepard
- Prix Nebula :
  - Prix Nebula du meilleur roman : Opération Cay (Falling Free) par Lois McMaster Bujold
  - Prix Nebula du meilleur roman court : Le Dernier des Winnebago (The Last of the Winnebagos) par Connie Willis
  - Prix Nebula de la meilleure nouvelle longue : Le Chat de Schrödinger (Schrodinger's Kitten) par George Alec Effinger
  - Prix Nebula de la meilleure nouvelle courte : Bible Stories for Adults, No. 17: The Deluge par James Morrow
- Prix Pulitzer :
  - Catégorie « Fiction » : Toni Morrison pour Beloved
  - Catégorie « Biographie et Autobiographie » : David Herbert Donald pour Look Homeward: A Life of Thomas Wolfe
  - Catégorie « Essai » : Richard Rhodes pour The Making of the Atomic Bomb
  - Catégorie « Histoire » : Robert V. Bruce pour The Launching of Modern American Science, 1846–1876
  - Catégorie « Poésie » : William Meredith pour Partial Accounts: New and Selected Poems
  - Catégorie « Théâtre » : Alfred Uhry pour Driving Miss Daisy (Miss Daisy et son chauffeur)

## Finlande
- Prix Aleksis-Kivi : non décerné
- Prix Kalevi-Jäntti : Juha Seppälä pour Taivaanranta, Ilkka Pitkänen pour Soutaja
- Prix Eino-Leino : Jyrki Pellinen
- Prix national de littérature : Tua Forsström pour Snöleoparden, Paavo Haavikko pour Yritys omaksikuvaksi, Laila Hietamies pour Maan kämmenellä, Hannu Mäkelä pour Kylmän aika
- Prix littéraire de la ville de Tampere : Eila Pennanen pour Kulmatalon perhe
- Prix Tollander : Christer Kihlman
- Prix Rudolf-Koivu : non décerné
- Prix Topelius : Asko Martinheimo pour Tuhkanaama ja Taivaantakoja
- Prix Mikael-Agricola : Vesa Oittinen
- Médaille Anni-Swan : Eeva Tikka pour Virranhaltijan salaisuus
- Prix d'écriture Juhana-Heikki-Erkko : Tomi Kontio
- Prix Juhana-Heikki-Erkko : Sylvia Juutinen pour Jatulintarha
- Médaille Kiitos kirjasta : Bo Carpelan pour Axel
- Prix Arvid-Lydecken : Maija Larmola pour Kukkulan kortteli
- Prix Kaarle : Juhani Syrjä
- Prix Pehr-Evind-Svinhufvud : Niilo Lappalainen pour Viipurinlahti kesällä 1944
- Prix du grand club du livre finlandais : non décerné
- Prix Pirkanmaan-Plättä : Ulla Lipponen pour Kilon poliisi
- Prix Väinö Linna : non décerné
- Prix Pääskynen : non décerné
- Prix Atorox : Seppo Albert Kivinen pour Keskiyön Mato Ikaalisissa
- Prix Finlandia : Gösta Ågren pour Jär
- Prix Pikku-Finlandia : Samuli Saastamoinen
- Prix Lea : Bengt Ahlfors pour Finns det tigrar i Kongo?
- Livre scientifique de l'année : Ilkka Niiniluoto
- Prix Tähtivaeltaja : Veren musiikkia par Greg Bear
- Prix Runeberg : Sinikka Tirkkonen	pour Luvaton elämä
- Prix Vuoden johtolanka : Paul-Erik Haataja (fi)  pour Häkkilinnut

## France
- Prix Goncourt : L'Exposition coloniale d'Erik Orsenna
- Prix Médicis : La Porte du fond de Christiane Rochefort
  - Prix Médicis étranger : Maîtres anciens de Thomas Bernhard (Autriche)
- Prix Femina : Le Zèbre d'Alexandre Jardin
  - Prix Femina étranger : La Boîte noire d'Amos Oz
- Prix Renaudot : Hadriana dans tous mes rêves de René Depestre
- Prix Interallié : Les Derniers Jours de Charles Baudelaire de Bernard-Henri Lévy
- Grand prix du roman de l'Académie française : La Gare de Wannsee de François-Olivier Rousseau
- Grand prix de la francophonie : Jacques Rabemananjara
- Prix des libraires : Le Voyageur magnifique d'Yves Simon
- Prix France Culture : Journal du regard de Bernard Noël
- Prix du Livre Inter : Misayre ! Misayre ! de François Salvaing
- Prix des Deux Magots : La Mille-et-Unième Rue d'Henri Anger
- Prix du Quai des Orfèvres : Yves Fougères pour Un agent très secret
- Prix du Roman populiste : Daniel Rondeau pour L'Enthousiasme
- Prix Roberval : Patrick Lagadec pour « États d'urgence »
- Prix mondial Cino-Del-Duca : Henri Gouhier
- Prix Anaïs-Ségalas : Maryse Condé pour La Vie scélérate et Kenizé Mourad pour De la part de la Princesse morte

## Italie
- Prix Strega : Gesualdo Bufalino pour Le menzogne della notte publié chez Bompiani
- Prix Bagutta : Luciano Erba, Il tranviere metafisico, (Scheiwiller)
- Prix Campiello : Rosetta Loy, Le strade di polvere
- Prix Malaparte : Fazil' Abdulovič Iskander
- Prix Napoli : Sergio Campailla (it), Il paradiso terrestre, (Rusconi)
- Prix Viareggio : Rosetta Loy, Le strade di polvere

## Monaco
- Prix Prince-Pierre-de-Monaco : Jean Starobinski

## Royaume-Uni
- Prix Booker : Peter Carey pour Oscar and Lucinda (Oscar et Lucinda)
- Prix James Tait Black :
  - Fiction : Piers Paul Read pour A Season in the West
  - Biographie : Brian McGuinness pour Wittgenstein, A Life: Young Ludwig (1889-1921)
- Prix WH Smith : Robert Hughes pour The Fatal Shore
- Prix John-Llewellyn-Rhys : The March Fence de Matthew Yorke (en)
- Médaille Carnegie : Geraldine McCaughrean pour A Pack of Lies[4]
- Prix Rose-Mary-Crawshay : 
  - Jane Millgate (en) pour Scott's Last Edition: A Stury in Publishing History
  - Kathleen Tillotson pour The Letters of Charles Dickens
- Prix Somerset-Maugham : Carol Ann Duffy pour Selling Manhattan, Matthew Kneale pour Whore Banquets

## Suisse
- Prix Lipp Suisse : Michel Bühler pour La parole volée, Bernard Campiche éditeur